# 七美郡
七美郡（日语：／ Shitsumi gun */?）是過去位於兵庫縣西北部的郡，已於1896年4月1日與二方郡合併為美方郡。
過去的範圍包括現在的香美町大部分地區和養父市的西北部地區。

## 歷史
在令制國時代屬於但馬國，在部分文獻中亦寫作「七味郡」。19世紀末江戶時代結束之際，七美郡屬於村岡藩領地。
隨著1868年幕府的結束及接著實施的廢藩置縣政策，曾先後隸屬村岡縣、豐岡縣、1876年再次整併到兵庫縣內。
1879年實施郡區町村編制法，正式的設置了近代的行政區劃「七美郡」，但當時是與二方郡共同設置「七美二方郡役所」，郡役所設於村岡町（位於現在的香美町），直到1896年兩郡直接合併為美方郡。

### 沿革

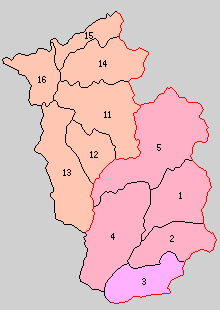
1889年七美郡轄下的行政區劃
1.一二分村 2.兔塚村 3.熊次村 4.小代村 5.射添村
（桃色：現屬養父市、紅色：現屬香美町）

- 1889年4月1日：實施町村制，七美郡下設：一二分村、兔塚村（日语：兎塚村）、熊次村（日语：熊次村）、小代村（日语：小代村）、射添村（日语：射添村）。（5村）
- 1891年6月10日：一二分村改制並更名為村岡町（日语：村岡町）。（1町4村）
- 1896年4月1日：
  - 熊次村的大野地區被併入兔塚村。
  - 七美郡和二方郡合併為美方郡。